# Legislatura Oklahomy
Legislatura Oklahomy (Oklahoma Legislature) – parlament amerykańskiego stanu Oklahoma, główny organ władzy ustawodawczej w tym stanie. Ma charakter bikameralny i składa się z Izby Reprezentantów i Senatu. Obie izby zbierają się na posiedzenia w gmachu Kapitolu Stanowego Oklahomy w Oklahoma City. 
Senat składa się z 48 członków wybieranych na czteroletnie kadencje, przy czym co dwa lata odnawiana jest połowa jego składu. W skład Izby Reprezentantów wchodzi 101 deputowanych, wyłanianych co dwa lata. Obie izby mają równe prawa w procesie legislacyjnym, przy czym projekty ustaw związanych z dochodami budżetu stanowego muszą być składane w Izbie Reprezentantów, która rozpatruje je jako pierwsza. Z kolei Senat posiada dodatkowe kompetencje w zakresie zatwierdzania kandydatów na najwyższe stanowiska w stanowej władzy wykonawczej, przedstawianych przez gubernatora. 
Ograniczenie liczby sprawowanych kadencji zostało w Oklahomie sformułowane w sposób rzadko spotykany w amerykańskich parlamentach. Każda osoba może w ciągu całego swojego życia zasiadać w Legislaturze przez maksymalnie 12 lat. Do limitu tego wlicza się zarówno czas spędzony w Izbie Reprezentantów, jak i w Senacie. Nie ma również znaczenia, czy kadencje następują jedna po drugiej, czy też są między nimi przerwy. 

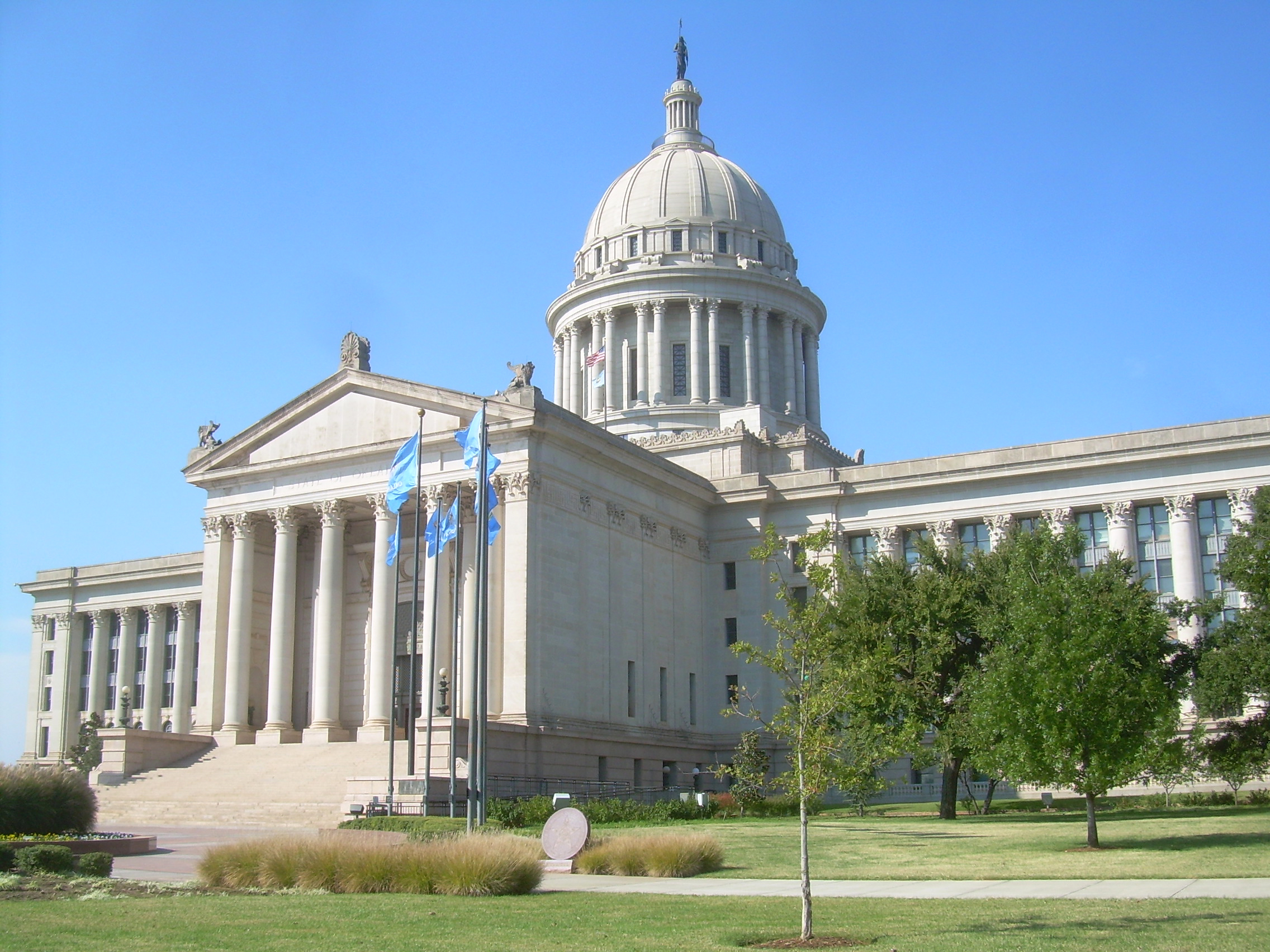
Kapitol Stanowy Oklahomy w Oklahoma City, miejsce posiedzeń obu izb Legislatury